# Bibliografie van Herman van Veen
Dit is de bibliografie van Herman van Veen. Zie de discografie van Herman van Veen voor zijn muziekwerk.

### Nederlandstalig
| Titel                                                     | Jaar van verschijnen | Coauteur                       | Catalogusnummer        | Uitgeverij                                     |
| --------------------------------------------------------- | -------------------- | ------------------------------ | ---------------------- | ---------------------------------------------- |
| Het groene boekje (notities)                              | 1968                 |                                | -                      | Uitgeverij Andries Blitz                       |
| (Herman?) van Veen                                        | 1972                 |                                | ISBN 90 6081 075 9     | Uitgeverij Andries Blitz                       |
| Dinges                                                    | 1974                 | Rob Chrispijn                  | -                      | Harlekijn Uitgeverij                           |
| Drempels                                                  | 1976                 |                                | ISBN 90 6386 007 2     | Harlekijn Uitgeverij                           |
| Gebonden                                                  | 1978                 |                                | ISBN 90 269 8073 6     | De Gooise Uitgeverij                           |
| Jukebox 2008                                              | 1978                 |                                | ISBN 90 6386 001 3     | Harlekijn Uitgeverij                           |
| Een voorstelling                                          | 1979                 |                                | ISBN 90 269 8079 5     | De Gooise Uitgeverij                           |
| Onder één dak                                             | 1982                 |                                | ISBN 90 261 2130 X     | Uitgeverij Fontein                             |
| Een vlucht vooruit                                        | 1983                 | Jacques d'Ancona               | ISBN 90 6386 028 5     | Harlekijn Uitgeverij                           |
| Signalen                                                  | 1983                 |                                | ISBN 90 6386 029 3     | Harlekijn Uitgeverij                           |
| Zolang de voorraad strekt (archief)                       | 1984                 |                                | ISBN 90 6386 034 X     | Harlekijn Uitgeverij                           |
| De zaal is er                                             | 1986                 |                                | ISBN 90 6386 055 2     | Harlekijn Uitgeverij                           |
| Anne                                                      | 1987                 |                                | ISBN 90 261 0286 0     | Uitgeverij Fontein                             |
| Vierluik: documentaire in boekvorm                        | 1988                 |                                | -                      | Harlekijn Uitgeverij                           |
| Een souvenir                                              | 1992                 |                                | ISBN 90 261 0504 5     | Uitgeverij Fontein                             |
| Steen voor steen                                          | 1992                 | Ineke Woestenburg              | ISBN 90 6386 091 9     | Harlekijn Uitgeverij                           |
| In vogelvlucht (paperback)                                | 1992                 |                                | ISBN 90 6386 093 5     | Harlekijn Uitgeverij                           |
| In vogelvlucht (hard cover)                               | 1992                 |                                | ISBN 90 6386 102 8     | Harlekijn Uitgeverij                           |
| Lune                                                      | 1994                 |                                | ISBN 90 6801 411 0     | De Prom                                        |
| Dat tedere gevoel                                         | 1995                 |                                | ISBN 90 6801 454 4     | De Prom                                        |
| Er is geen weg terug                                      | 1996                 |                                | -                      | Harlekijn Uitgeverij                           |
| Het badhuis en andere verhalen                            | 1999                 |                                | ISBN 90 261 1562 8     | Uitgeverij Fontein                             |
| Het gewicht van spel                                      | 2000                 |                                | -                      | Harlekijn Kloosterhof bv                       |
| Grappen en Grimassen - bedacht, gestolen, geleend         | 2001                 |                                | ISBN 90 6806 331 6     | Uitgeverij Novella                             |
| Troost                                                    | 2001                 |                                | ISBN 9070042-01-0      | Uitgeverij Ziederis                            |
| Er was eens... een kerstverhaal                           | 2001                 |                                | ISBN 9070042-02-9      | Uitgeverij Ziederis                            |
| In vogelvlucht - limited edition met DVD 'In vogelvlucht' | 2002                 |                                | ISBN 90 5672 046 5     | Uitgeverij Signature                           |
| In vogelvlucht                                            | 2002                 |                                | ISBN 90 5672 076 7     | Uitgeverij Signature                           |
| Opzij, opzij, opzij                                       | 2003                 |                                | ISBN 90 388 7429 4     | Van Nijgh en Ditmar                            |
| Opzij, opzij, opzij (paperback)                           | 2004                 |                                | ISBN 97 890 3887 4326  | Van Nijgh en Ditmar                            |
| Zonder jas                                                | 2005                 |                                | ISBN 90 5672 150 X     | Uitgeverij Signature                           |
| Woorden op mijn zang                                      | 2006                 |                                | ISBN 90 8749 001 1     | Drukplaten - privécollectie                    |
| Hermanus - Onzinnige avonturen                            | 2007                 | Crazie Dutch Men               | ISBN 978 90 74539 22 7 | Uitgeverij Stripstift                          |
| Goeie genade - Hoogstpersoonlijk                          | 2007                 |                                | ISBN 978 90 435 1457 6 | Uitgeverij Kok                                 |
| Medemens                                                  | 2007                 |                                | ISBN 978 90 89100 55 9 | Herman van Veen Foundation                     |
| De Rooie Droath                                           | 2008                 |                                | -                      | PriceWaterhouseCoopers; CMS Derks Star Busmann |
| Sommige gedichten                                         | 2009                 |                                | -                      | Uitgeverij Kok                                 |
| Voor ik het vergeet                                       | 2010                 |                                | ISBN 978 90 388 9306 8 | Uitgeverij Nijgh & Van Ditmar                  |
| Voor ik het vergeet                                       | 2010                 |                                | ISBN 978 90 388 9472 0 | Uitgeverij Nijgh & Van Ditmar                  |
| The painter / Der Maler / De schilder / Le peintre        | 2011                 |                                | ISBN 978 90 817186 1 5 | Uitgeverij Harlekijn Holland Soest             |
| Naar Carré - biografie van een reis                       | 2011                 |                                | ISBN 978 90 817186 0 8 | Uitgeverij Harlekijn Holland Soest             |
| Vandaag (in Utrecht)                                      | 2011                 |                                | ISBN 978 90 817186 4 6 | Uitgeverij Harlekijn Holland Soest             |
| Zinsneden - uit koninklijke rede                          | 2013                 |                                | ISBN 978 90 817186 2 2 | Uitgeverij Harlekijn Holland Soest             |
| Zeekind/Meereskind                                        | 2013                 |                                | ISBN 978 90 817 1865 3 | Uitgeverij Harlekijn Holland                   |
| Een ogenblik                                              | 2014                 | Kim Scholten (fotografie)      | ISBN 978 90 435 2373 8 | Uitgeverij Kok                                 |
| Herman van Veen geknipt door Herman Selleslags            | 2015                 | Herman Selleslags (fotografie) | ISBN 978 94 014 2450 9 | Lannoo                                         |
| Hermanus - Tweezaam                                       | 2015                 | Crazie Dutch Men               | ISBN 978 94 628 0041 0 | Strip2000                                      |
| Herinnerde dagen                                          | 2015                 |                                | ISBN 978 94 004 0070 2 | Uitgeverij Thomas Rap                          |
| Voor het eerst                                            | 2018                 |                                | ISBN 978 94 004 0163 1 | Uitgeverij Thomas Rap                          |
| Moeders                                                   | 2022                 |                                | ISBN 978 90 213 4071 5 | Alfabet uitgevers                              |
| Hoe word je zó gelukkig                                   | 2024                 |                                | ISBN 978 90 213 4340 2 | Alfabet uitgevers                              |

### Nederlandstalig voor kinderen
| Titel                                                                    | Jaar van verschijnen | Coauteur                                   | Catalogusnummer        | Uitgeverij                     |
| ------------------------------------------------------------------------ | -------------------- | ------------------------------------------ | ---------------------- | ------------------------------ |
| De wonderlijke avonturen van Herman van Veen                             | 1978                 |                                            | ISBN 90 269 1533 0     | De Gooise Uitgeverij/Harlekijn |
| Alfred J. Kwak                                                           | 1979                 | Annet Kossen                               | ISBN 90 6386 004 8     | Harlekijn Uitgeverij           |
| Alfred J. Kwak - stripboek 1                                             | 1987                 | Harald Siepermann/Hans Bacher              | ISBN 90 5087 009 0     | Centerboek/Harlekijn           |
| Alfred J. Kwak (herdruk)                                                 | 1987                 | Annet Kossen                               | ISBN 90 6386 059 5     | Harlekijn Uitgeverij           |
| Donkerlokje en het Land van Licht                                        | 1987                 | Roger Hendriks/Luuk Poorthuis              | ISBN 90 6084 881 0     | Harlekijn Pelckmans            |
| Alfred J. Kwak - stripboek 2: Vissen in troebel water                    | 1988                 | Harald Siepermann/Hans Bacher              | ISBN 90 0216 179 4     | Standaard Uitgeverij/Harlekijn |
| Wat wijzer met A.J. Kwak (gebnd)                                         | 1988                 | Bies van Ede/Harald Siepermann/Hans Bacher | ISBN 90 6386 066 8     | Harlekijn Uitgeverij           |
| Wat wijzer met A.J. Kwak (school&wbk)                                    | 1988                 | Bies van Ede/Harald Siepermann/Hans Bacher | ISBN 90 6386 065 X     | Harlekijn Uitgeverij           |
| Alfred J. Kwak - Goedemorgen 1                                           | 1989                 | Harald Siepermann/Hans Bacher              | ISBN 90 6386 070 6     | Harlekijn Uitgeverij           |
| De wonderlijke avonturen van Alfred J. Kwak: De zeven eieren             | 1989                 | Harald Siepermann/Hans Bacher              | ISBN 90 359 0105 3     | Uitgeverij Van Reemst          |
| De wonderlijke avonturen van Alfred J. Kwak: Achter tralies              | 1989                 | Harald Siepermann/Hans Bacher              | ISBN 90 359 0106 1     | Uitgeverij Van Reemst          |
| De wonderlijke avonturen van Alfred J. Kwak: Het kroonjuweel             | 1989                 | Harald Siepermann/Hans Bacher              | ISBN 90 359 0108 8     | Uitgeverij Van Reemst          |
| De wonderlijke avonturen van Alfred J. Kwak: Op school                   | 1989                 | Harald Siepermann/Hans Bacher              | ISBN 90 359 0109 6     | Uitgeverij Van Reemst          |
| De wonderlijke avonturen van Alfred J. Kwak: Krab de Kat                 | 1989                 | Harald Siepermann/Hans Bacher              | ISBN 90 359 0112 6     | Uitgeverij Van Reemst          |
| De wonderlijke avonturen van Alfred J. Kwak: De Olympiade                | 1989                 | Harald Siepermann/Hans Bacher              | ISBN 978 90 435 1838 3 | Uitgeverij Van Reemst          |
| Alfred J. Kwak 1: Het circus                                             | 1989                 | Harald Siepermann/Hans Bacher              | -                      | Semic Juniorpress              |
| Alfred J. Kwak 2: Vissen in gevaar                                       | 1989                 | Harald Siepermann/Hans Bacher              | -                      | Semic Juniorpress              |
| Alfred J. Kwak 3: Op zoek naar Wiede Wagen                               | 1989                 | Harald Siepermann/Hans Bacher              | ISBN 90 72073 13 4     | Semic Juniorpress              |
| Alfred J. Kwak 4: Een goed plan?                                         | 1989                 | Harald Siepermann/Hans Bacher              | ISBN 90 72073 12 6     | Semic Juniorpress              |
| Alfred J. Kwak - stripboek 3: Professor Paljas                           | 1990                 | Harald Siepermann/Hans Bacher              | ISBN 90 0216 445 9     | Standaard Uitgeverij/Harlekijn |
| Het verhaal van de clowns                                                | 1990                 | Sigrid Weigend                             | ISBN 90 6386 084 6     | Harlekijn Uitgeverij           |
| Alfred J. Kwak - Propvol (gebnd)                                         | 1990                 | Bies van Ede/Harald Siepermann/Hans Bacher | ISBN 90 6386 082 X     | Harlekijn Uitgeverij           |
| Alfred J. Kwak - Propvol (school&wbk)                                    | 1990                 | Bies van Ede/Harald Siepermann/Hans Bacher | ISBN 90 6386 081 1     | Harlekijn Uitgeverij           |
| De wonderlijke avonturen van Alfred J. Kwak: De zeeverkenners            | 1990                 | Harald Siepermann/Hans Bacher              | ISBN 90 359 0538 5     | Uitgeverij Van Reemst          |
| De wonderlijke avonturen van Alfred J. Kwak: De heilige tulband          | 1990                 | Harald Siepermann/Hans Bacher              | ISBN 90 359 0539 3     | Uitgeverij Van Reemst          |
| De wonderlijke avonturen van Alfred J. Kwak: Het circus                  | 1990                 | Harald Siepermann/Hans Bacher              | ISBN 90 359 0540 7     | Uitgeverij Van Reemst          |
| De wonderlijke avonturen van Alfred J. Kwak: De witte koningin           | 1990                 | Harald Siepermann/Hans Bacher              | ISBN 90 359 0546 6     | Uitgeverij Van Reemst          |
| De wonderlijke avonturen van Alfred J. Kwak: De nachtmerrie              | 1990                 | Harald Siepermann/Hans Bacher              | ISBN 90 359 0547 4     | Uitgeverij Van Reemst          |
| De wonderlijke avonturen van Alfred J. Kwak: Vrienden vanuit de ruimte   | 1990                 | Harald Siepermann/Hans Bacher              | ISBN 90 359 0548 2     | Uitgeverij Van Reemst          |
| De wonderlijke avonturen van Alfred J. Kwak: De inktvis                  | 1990                 | Harald Siepermann/Hans Bacher              | ISBN 90 359 0549 0     | Uitgeverij Van Reemst          |
| De wonderlijke avonturen van Alfred J. Kwak: De walvis                   | 1990                 | Harald Siepermann/Hans Bacher              | ISBN 90 359 0550 4     | Uitgeverij Van Reemst          |
| De wonderlijke avonturen van Alfred J. Kwak: De lieve sneeuwman          | 1990                 | Harald Siepermann/Hans Bacher              | ISBN 90 359 0551 2     | Uitgeverij Van Reemst          |
| Alfred Jodocus Kwak                                                      | 1990                 | Harald Siepermann/Hans Bacher              | ISBN 90 243 9582 8     | Aartselaar/Deltas              |
| Alfred J. Kwak in het circus                                             | 1990                 | Harald Siepermann/Hans Bacher              | ISBN 90 243 4462 X     | Aartselaar/Deltas              |
| Alfred J. Kwak op een onbewoond eiland                                   | 1990                 | Harald Siepermann/Hans Bacher              | ISBN 90 243 4463 8     | Aartselaar/Deltas              |
| Alfred J. Kwak gaat op reis                                              | 1990                 | Harald Siepermann/Hans Bacher              | ISBN 90 243 4464 6     | Aartselaar/Deltas              |
| Alfred J. Kwak 5: Vriendjes van ver                                      | 1990                 | Harald Siepermann/Hans Bacher              | ISBN 90 72073 17 7     | Semic Juniorpress              |
| Alfred J. Kwak 6: De muzikale inktvis                                    | 1990                 | Harald Siepermann/Hans Bacher              | ISBN 90 72073 16 9     | Semic Juniorpress              |
| De wonderlijke avonturen van Alfred J. Kwak: De draak                    | 1991                 | Harald Siepermann/Hans Bacher              | ISBN 90 359 0556 3     | Uitgeverij Van Reemst          |
| Alfred J. Kwak 7: De walvis                                              | 1991                 | Harald Siepermann/Hans Bacher              | ISBN 90 305 0690 3     | Semic Juniorpress              |
| Alfred J. Kwak 8: Een geschenk van de koning                             | 1991                 | Harald Siepermann/Hans Bacher              | ISBN 90 305 0691 1     | Semic Juniorpress              |
| Alfred J. Kwak 9: De boerenganzen                                        | 1991                 | Harald Siepermann/Hans Bacher              | ISBN 90 305 0692 X     | Semic Juniorpress              |
| Alfred J. Kwak 10: De schat van Toet Kat Kammon                          | 1991                 | Harald Siepermann/Hans Bacher              | ISBN 90 305 0693 8     | Semic Juniorpress              |
| De droom van Alfred Jodocus Kwak                                         | 1991                 | Hanneke Holzhaus                           | ISBN 90 6386 086 2     | Harlekijn Uitgeverij           |
| Alfred J. Kwak: Mijn avontuurlijk leven                                  | 1991                 |                                            | ISBN 90 261 0328 X     | Uitgeverij Fontein             |
| Alfred J. Kwak: De boom in (gebnd)                                       | 1992                 | Hanneke Holzhaus/Harald Siepermann         | ISBN 90 6386 101 X     | Harlekijn Uitgeverij           |
| Alfred J. Kwak: De boom in (school&wbk)                                  | 1992                 | Hanneke Holzhaus/Harald Siepermann         | ISBN 90 6386 092 7     | Harlekijn Uitgeverij           |
| Het Groot Verhalenboek van Herman van Veen                               | 1993                 | Roger Hendriks/Léon                        | ISBN 90 6386 097 8     | Harlekijn Uitgeverij           |
| Colombine en de stemmendief                                              | 1998                 | Harald Siepermann                          | -                      | Harlekijn Holland Edition      |
| Alfred J. Kwak - Verboden te lachen                                      | 2003                 | Harald Siepermann                          | ISBN 90 5672 119 4     | Uitgeverij Signature           |
| Alfred J. Kwak - Afspraak is afspraak                                    | 2004                 | Harald Siepermann                          | ISBN 90 5672 147 X     | Uitgeverij Signature           |
| Alfred J. Kwak - Verboden te lachen Werkboek/Lachen Verboten Arbeitsbuch | 2004                 | Harald Siepermann                          |                        | Harlekijn Holland              |
| Alfred J. Kwak - Filmstripboek - Deel 1                                  | 2006                 | Harald Siepermann/Hans Bacher              | ISBN 90 7721 712 6     | Herman van Veen Studios        |
| Alfred J. Kwak - Filmstripboek - Deel 2                                  | 2006                 | Harald Siepermann/Hans Bacher              | ISBN 90 7721 714 2     | Herman van Veen Studios        |
| Gedonder in de wolken                                                    | 2006                 | Eva Schuurman                              | -                      | Herman van Veen Studios        |
| Benjamin IJ. Beer - Pom Pom Pom                                          | 2008                 | Eva Schuurman/Alja Zwierenberg             | ISBN 978 90 435 1510 8 | Uitgeverij Kok                 |
| De stem van Sint ter Klaas                                               | 2008                 | Tadahiro Uesugi                            | ISBN 978-90-77065-81-5 | Blue in Green Publishing       |
| De koe zei Boe, de ezel Balk, het schaap toen Bla                        | 2008                 | Alja Zwierenberg                           | ISBN 978 90 435 1558 0 | Uitgeverij Kok                 |
| Naema, de vrouw van Noach                                                | 2009                 | Alja Zwierenberg                           | ISBN 978 90 435 1683 9 | Uitgeverij Kok                 |
| De wonderlijke avonturen van Alfred J. Kwak - Het groot verhalenboek     | 2010                 | Harald Siepermann/Hans Bacher              | ISBN 978 90 435 1838 3 | Uitgeverij Kok                 |
| Rode wangen                                                              | 2012                 |                                            | ISBN 978 90 435 1768 3 | Uitgeverij Kok                 |

### Duitstalig
| Titel                                              | Jaar van verschijnen | Coauteur         | Catalogusnummer        | Uitgeverij                         |
| -------------------------------------------------- | -------------------- | ---------------- | ---------------------- | ---------------------------------- |
| Gebunden                                           | 1977                 |                  | 000007                 | Harlekijn Uitgeverij               |
| Worauf warten wir                                  | 1981                 |                  | 480 ISBN 3 499 14933 8 | Rowohlt Taschenbuch                |
| Unter einem Dach                                   | 1982                 |                  | 580 ISBN 3 499 15124 3 | Rowohlt Taschenbuch                |
| Signale                                            | 1983                 |                  | ISBN 3 923116 04 7     | Adolff Verlagsgesellschaft         |
| Und er geht und er singt                           | 1985                 |                  | ISBN 3 89136 027 4     | Rasch und Röhring Verlag           |
| Anne                                               | 1988                 |                  | 680 ISBN 3 499 12491 2 | Rowohlt Taschenbuch                |
| Gemischte Gefühle                                  | 1992                 |                  | 890 ISBN 3 499 13330 X | Rowohlt Taschenbuch                |
| Ein zärtliches Gefühl                              | 1995                 |                  | ISBN 3 86153 086 4     | Ch. Links Verlag                   |
| Der Fliegende Holländer                            | 1998                 | Gerrie Hondius   | -                      | Harlekijn Holland Edition          |
| Das Leben ist ein Wunder                           | 2000                 |                  | ISBN 3-86153-207-7     | Ch. Links Verlag                   |
| Unter einem Hut                                    | 2003                 |                  | ISBN 3-352-00648-2     | Rütten & Loening Berlin            |
| Ohne Mantel                                        | 2005                 |                  | ISBN 3-352-00657-1     | Rütten & Loening Berlin            |
| Nimm hin mein Lied - Tagebuch eines Sängers        | 2006                 | Gunnar Bäldle    | ISBN 3-89861-709-2     | Klartext                           |
| Hermanus - Unsinnige Abenteuer                     | 2007                 | Crazie Dutch Men | ISBN 978-90-74539-23-4 | Verlag Stripstift                  |
| Lieber Himmel - Höchstpersönliches                 | 2007                 |                  | ISBN 978-3-579-06437-6 | Gütersloher Verlagshaus            |
| Bevor ich es vergesse                              | 2010                 |                  | ISBN 978-3-351-02718-6 | Aufbau                             |
| The painter / Der Maler / De schilder / Le peintre | 2011                 |                  | ISBN 978 90 817186 1 5 | Uitgeverij Harlekijn Holland Soest |
| Für einen Kuss von Dir                             | 2012                 |                  | ISBN 978-3-936086-70-6 | orange-press                       |
| Ehrenamtlich                                       | 2013                 |                  | -                      | -                                  |
| Zeekind/Meereskind                                 | 2013                 |                  | ISBN 978 90 817 1865 3 | Uitgeverij Harlekijn Holland       |

### Duitstalig voor kinderen
| Titel                                                                    | Jaar van verschijnen | Coauteur                      | Catalogusnummer    | Uitgeverij                        |
| ------------------------------------------------------------------------ | -------------------- | ----------------------------- | ------------------ | --------------------------------- |
| Die Ente Quak                                                            | 1978                 | Annet Kossen                  | ISBN 90 269 1533 0 | De Gooise Uitgeverij/Harlekijn    |
| Alfred Jodocus Kwak - Strip 1: Die seltsamen Abenteuer                   | 1987                 | Harald Siepermann/Hans Bacher | ISBN 3 551 71601 3 | Carlsen Verlag                    |
| Alfred Jodocus Kwak - Strip 2: Stocksaure Heringe                        | 1988                 | Harald Siepermann/Hans Bacher | ISBN 3 551 71602 1 | Carlsen Verlag                    |
| Alfred Jodocus Kwak - Strip 3: Professor Paljas                          | 1990                 | Harald Siepermann/Hans Bacher | ISBN 3 551 71603 X | Carlsen Verlag                    |
| Alfred J. Kwak: Mein abenteuerliches Leben                               | 1990                 |                               | ISBN 3 8000 2323 7 | Ueberreuter                       |
| Alfred J. Kwak: Lachen verboten                                          | 2003                 | Harald Siepermann             | ISBN 3-351-04037-7 | Aufbau Verlag                     |
| Alfred J. Kwak: Abgemacht is abgemacht                                   | 2004                 | Harald Siepermann             | ISBN 3-351-04063-6 | Aufbau Verlag                     |
| Alfred J. Kwak - Verboden te lachen Werkboek/Lachen Verboten Arbeitsbuch | 2004                 | Harald Siepermann             | -                  | Harlekijn Holland                 |
| Alfred J. Kwak - Film Comicbuch - Teil 1                                 | 2006                 | Harald Siepermann/Hans Bacher | ISBN 90 7721 713 4 | Herman van Veen Studios           |
| Alfred J. Kwak - Film Comicbuch - Teil 2                                 | 2006                 | Harald Siepermann/Hans Bacher | -                  | Herman van Veen Studios           |
| Das Geheimnis von Theofilius                                             | 2007                 | Harald Siepermann             | -                  | Land des Hermann Teutoburger Wald |

### Overige talen
| Titel                                                      | Taal / talen                       | Jaar van verschijnen | Coauteur                      | Catalogusnummer        | Uitgeverij                          |
| ---------------------------------------------------------- | ---------------------------------- | -------------------- | ----------------------------- | ---------------------- | ----------------------------------- |
| Les merveilleuses aventures du canard Alfred Jodocus Couac | Frans                              | 1989                 | Harald Siepermann/Hans Bacher | ISBN 2 8035 0174 0     | Loempia/Collection Himalaya         |
| Les aventures d'Alfred                                     | Frans                              | 1990                 |                               | ISBN 2-7404-0010-1     | Mango                               |
| Il grande libro di Alfred J. Kwak                          | Italiaans                          | 1990                 |                               | ISBN 88 410 0617 X     | De Agostini Ragazzi s.p.a. - Milano |
| Par foi quelquefois                                        | Frans                              | 1995                 | Muriel Janssens               | ISBN 90 6386 118 4     | Harlekijn Uitgeverij                |
| On the way home/Op pad huis toe                            | Engels en Afrikaans                | 1996                 | Daniel Hugo/Lori Spee         | ISBN 90 6386 120 6     | Harlekijn Uitgeverij                |
| Verhale                                                    | Afrikaans                          | 2000                 | Daniel Hugo                   | ISBN 0-7958-0011-8     | Queillerie                          |
| The painter / Der Maler / De schilder / Le peintre         | Engels, Duits, Nederlands en Frans | 2011                 |                               | ISBN 978 90 817186 1 5 | Uitgeverij Harlekijn Holland Soest  |

### Nederlandstalige muziekboeken
| Titel                                           | Jaar van verschijnen | Coauteur           | Catalogusnummer    | Uitgeverij           |
| ----------------------------------------------- | -------------------- | ------------------ | ------------------ | -------------------- |
| Gezongen                                        | 1981                 |                    | ISBN 90 6386 210 5 | Harlekijn Uitgeverij |
| Hilversum III                                   | 1985                 |                    | ISBN 90 6386 046 3 | Harlekijn Uitgeverij |
| Spetter pieter pater                            | 1988                 | Erik van der Wurff | ISBN 90 6386 061 7 | Harlekijn Uitgeverij |
| Rode wangen                                     | 1989                 |                    | ISBN 90 6386 076 5 | Harlekijn Uitgeverij |
| De Kwak-liedjes                                 | 1990                 | Erik van der Wurff | ISBN 90 6386 083 8 | Harlekijn Uitgeverij |
| Het groot kinderliedjesboek van Herman van Veen | 1995                 |                    | ISBN 90 6386 110 9 | Harlekijn Uitgeverij |

### Duitstalige muziekboeken
| Titel    | Jaar van verschijnen | Coauteur | Catalogusnummer    | Uitgeverij           |
| -------- | -------------------- | -------- | ------------------ | -------------------- |
| Gesungen | 1982                 |          | ISBN 90 6386 212 1 | Harlekijn Uitgeverij |

## Bestseller 60
| Boeken met noteringen in de Nederlandse Bestseller 60 | Jaar van verschijnen | Datum van binnenkomst | Hoogste positie | Aantal weken | Opmerkingen |
| ----------------------------------------------------- | -------------------- | --------------------- | --------------- | ------------ | ----------- |
| Herinnerde dagen                                      | 2015                 | 25-03-2015            | 58              | 1            |             |
| Voor het eerst                                        | 2018                 | 14-11-2018            | 7               | 12           |             |
| Moeders                                               | 2022                 | 04-05-2022            | 3               | 3            |             |